# Умэномия-тайся
Умэномия-тайся (яп. 梅宮大社) — синтоистское святилище, расположенное в Киото, Япония. В храме почитают души некоторых представителей клана Татибана — одной из влиятельнейших семей ранней эпохи Хэйан.
Точное время основания храма неизвестно, но предполагают, что его перенесли на это место в 9 веке по указанию императрицы Данрин, консорта императора Саги. Помолившись в этом святилище, она смогла зачать сына (ставшего императором Ниммё), и с тех пор сюда приходят просить о ребёнке и о лёгких родах. Само слово умэ (梅, слива) является омофоном слова 産め — «рожать». Также божество храма покровительствует производителям сакэ.
В эпоху Хэйан (в 994 году) храм вошёл в список 22 элитных святилищ, получавшие непосредственную поддержку японского императорского двора. С 1871 по 1946 год святилище было официально причислено к кампэй тюся (яп. 官幣中社 средние императорские храмы) — второй по старшинству категории поддерживаемых государством святилищ.
Умэномия-тайся считается одним из лучших в Киото мест для любования цветением сливы умэ. Ряд сливовых деревьев посажен перед воротами ромон, а также с восточной стороны хайдэна. В конце марта в храме цветёт ямадзакура («горная сакура»).